# Blankschmiede Neimke

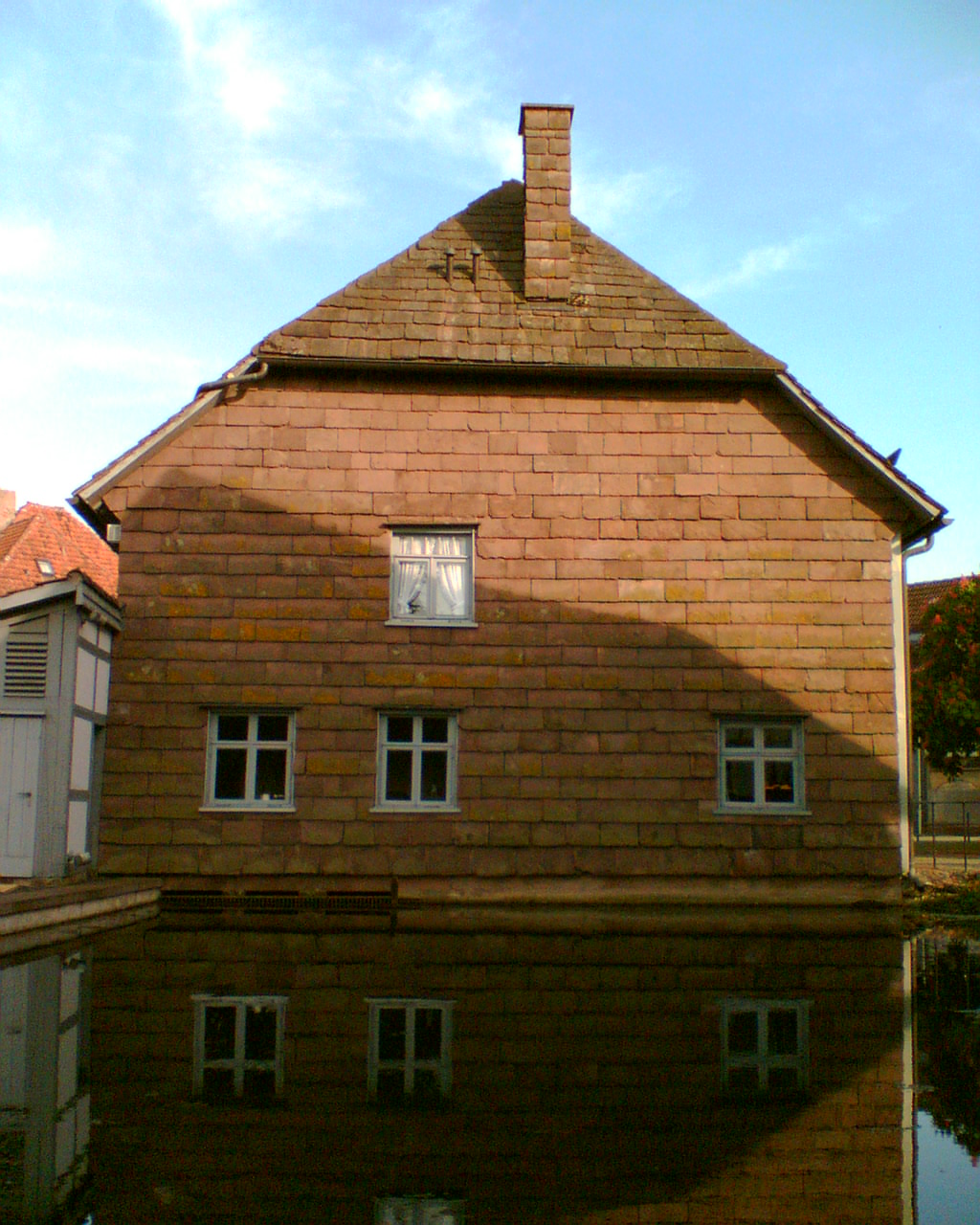
Schmiedegebäude, Wassereintrittsseite

Die Blankschmiede Neimke in Dassel ist ein Technik- und Landwirtschaftsmuseum, das eine wasserbetriebene Hammerschmiede beherbergt. Die Blankschmiede Neimke ist ein Kulturdenkmal.

## Gebäude
Das Museumsgebäude ist im Bautyp eines zweigeschossigen mitteldeutschen Querdielenhauses konstruiert. Es wird vom Spüligbach durchflossen.
Die Blankschmiede ist ein verkleidetes Fachwerkhaus, dessen Dach mit Platten aus Wesersandstein gedeckt ist. Es wird museal genutzt. In Einzelfällen wird es für Veranstaltungen des örtlichen Fördervereins genutzt, der das Museum betreibt. Dem Stadtarchiv des Ortes dient es als Depot für einige ausgelagerte Einzelstücke.

## Geschichte
1727 wurde an diesem Standort, der am östlichen Rand des Ortskerns der Stadt Dassel liegt, eine Schmiede in Betrieb genommen. Der Platz lag außerhalb der Stadtmauer, bis diese im folgenden Jahrhundert teilweise niedergelegt wurde. Später erweiterte man den Bau um den Wohntrakt. Bis 1985 wohnte und arbeitete hier in einer Folge von acht Generationen die Familie Neimke, deren Alltagskultur heute ihr hinterlassener Hausrat als authentischer Bestandteil der Sammlung dokumentiert. 1988 gründete sich ein Förderverein. 1993 wurde das Museum eröffnet. 2012 nahm man Exponate zur Geschichte der 130 Jahre davor in Dassel gegründeten Ilmebahn in das Museum auf.

## Ausstellungen
Das Museum weist folgende Themenschwerpunkte auf:
- Mit dem historischen Wasserrad wird Energie aus dem Spüligbach gewonnen. Die Energie wird mittels Transmission auf Sensenhammer und Schleifvorrichtung übertragen.
- Der Schmied war im selben Gebäude Kleinbauer im Nebenerwerb. Die landwirtschaftlichen Geräte und Werkzeuge geben in Kombination mit Stall, Wohnküche und Schlafkammern für Knecht und Familie einen eindrucksvollen Einblick in das Leben und die Wirtschaftsweise der Kleinbauern der letzten Jahrhunderte.
- Rund 100 m östlich der Schmiede bestand bis 2002 der Kopfbahnhof der Ilmebahn. Dieser wird neben anderen Dokumenten der regionalen Bahngeschichte im Modell gezeigt.

Die im Original erhaltene Inneneinrichtung des Gebäudes ist als Dauerausstellung konzipiert.